# قلعة ألانيا

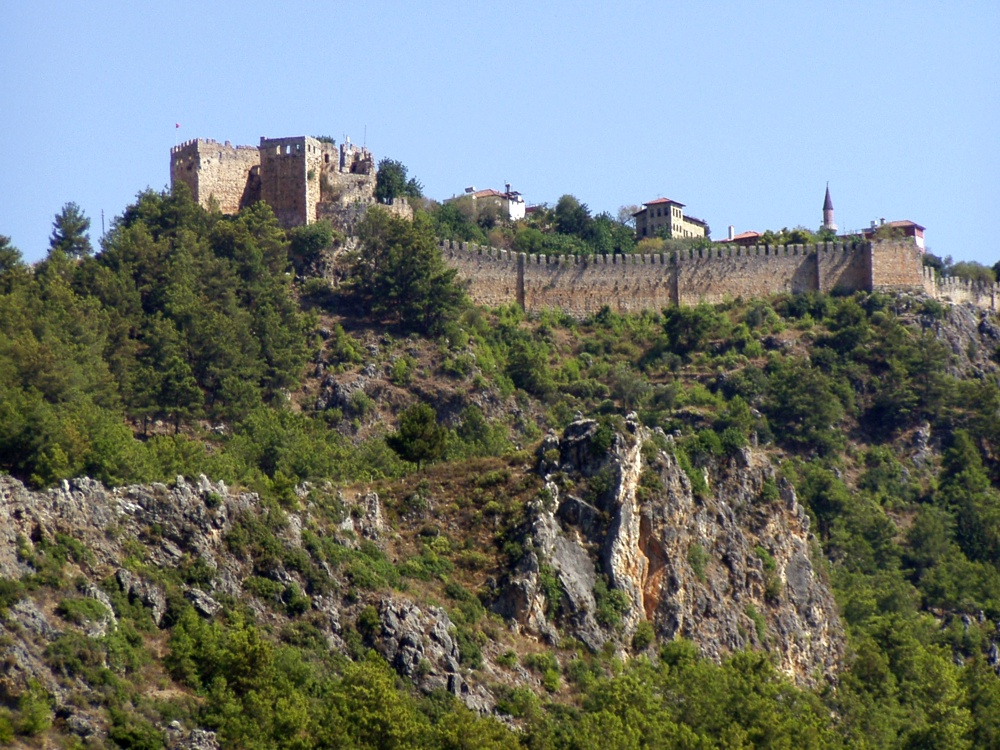
قلعة ألانيا

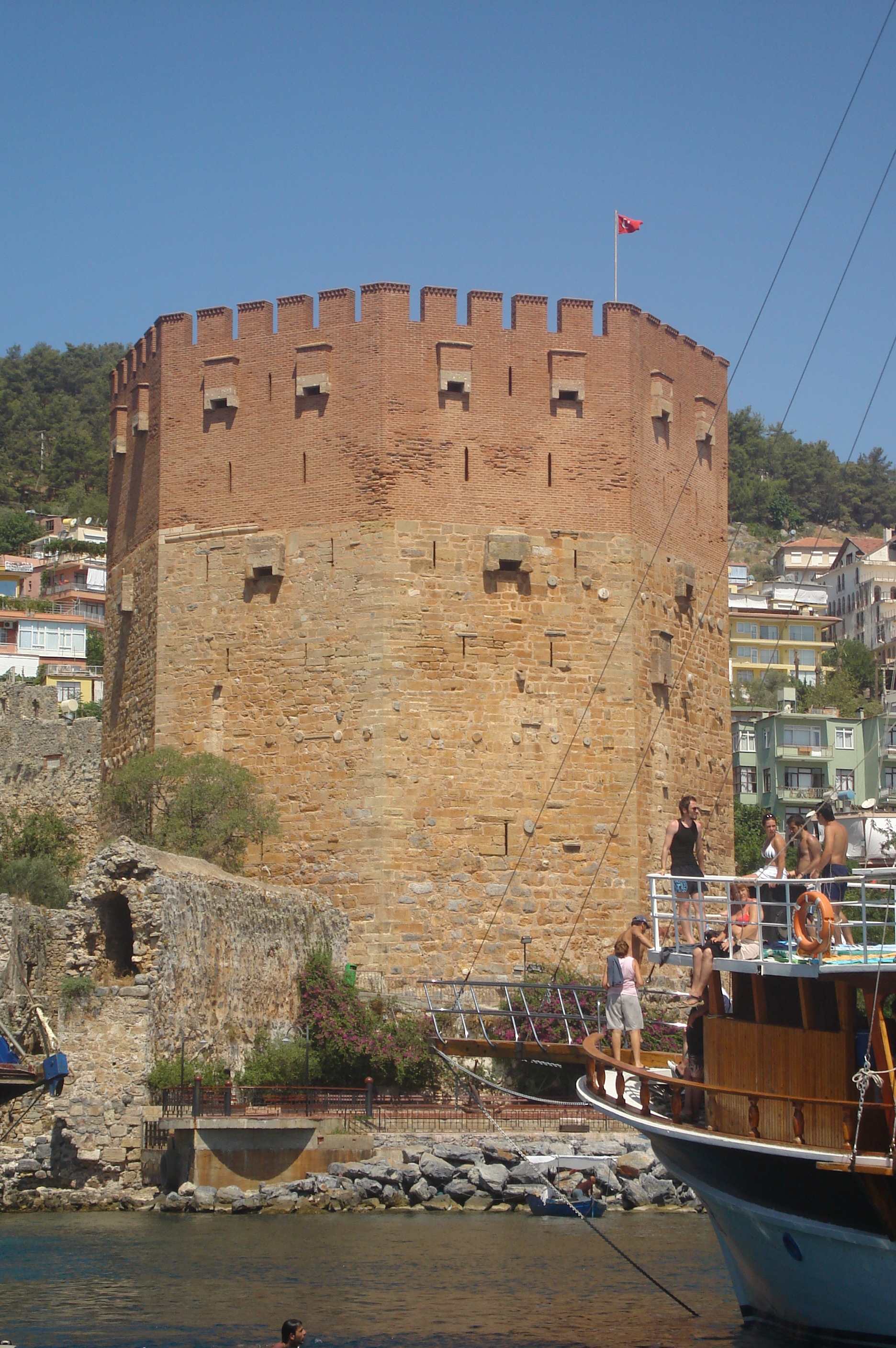
برج الحمراء أحد أبراج القلعة

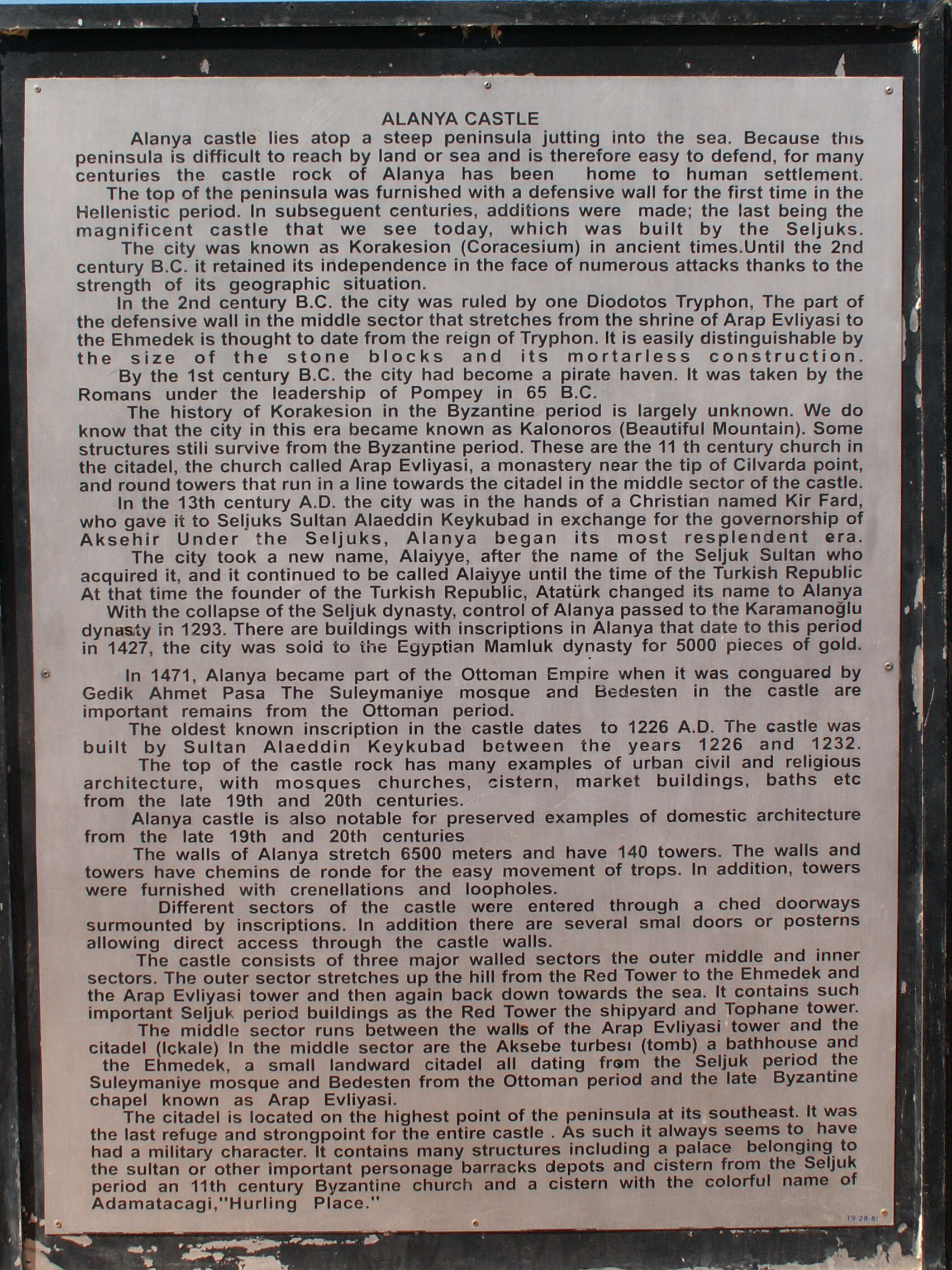
جدارية تحتوي على معلومات القلعة

موقع القلعة

قلعة ألانيا هي قلعة من القرون الوسطى في مدينة ألانيا بجنوب تركيا.

## التاريخ
بنيت معظم القلعة في القرن 13 في فترة سلطنة الدولة السلجوقية سلاجقة الروم، حيث بنيت في عام 1220 على يد علاء الدين كيقباد الأول كجزء من حملة للبناء تضمنت كيزيل كول. بنيت القلعة على بقايا سابق العصر البيزنطي وتحصينات العصر الروماني. وبعد أن كان يسودها الهدوء في ظل الدولة العثمانية، توقفت القلعة لتكون دفاعية بحتة، وبنيت العديد من الفلل داخل أسوارها خلال القرن 19. اليوم المبنى هو متحف في الهواء الطلق. ولكن الكثير من مساحتها من الداخل غير مفتوحة للجمهور العام. تقع القلعة على ارتفاع 250 متراً (820 قدم) على شبه جزيرة صخرية تمتد في البحر الأبيض المتوسط، والذي يحميها من ثلاث جهات الجدار الذي يحيط القلعة يبلغ طوله 6.5 كيلومتر (4.0 ميل)، وتحتوي القلعة على 140 برجاً و400 بئراً مختلفة لخدمة القلعة.، وفي عام 2009 تقدم مسؤولو المدينة بطلب لأضافتها إلى قائمة مواقع التراث العالمي لليونسكو حيث تمت أضافتها للقائمة الاولية في نفس العام.

## أُنظر أيضاً
- برج الحمراء